# Sandra Amani
Pour les articles homonymes, voir Amani.
 (août 2011).
Si vous disposez d'ouvrages ou d'articles de référence ou si vous connaissez des sites web de qualité traitant du thème abordé ici, merci de compléter l'article en donnant les références utiles à sa vérifiabilité et en les liant à la section « Notes et références ».
Sandra Amani est une écrivain française née à Paris le 1er juillet 1966.
Après avoir écrit trois romans fantastiques pour la jeunesse, elle a connu le succès avec Légendes du Morvan. Depuis, elle a écrit de nombreux ouvrages sur les légendes de Bourgogne.

## Biographie
Elle grandit dans le Morvan avec ses grands-parents. Elle est diplômée de l'université de Dijon et devient professeur de français avant de se tourner vers l'écriture. Elle continue d'exercer son métier à Chablis dans l'Yonne.
De 2001 à 2006, Sandra Amani publie trois romans fantastiques destinés à la jeunesse. Puis de 2007 à 2009, trois ouvrages rapportant des légendes de Bourgogne, plus particulièrement de la région naturelle du Morvan.
En 2010, elle écrit Les Mystères du Nivernais, puis en 2011, elle scénarise les Légendes du Morvan pour leur parution en bande dessinée.
En 2017, elle revient à la fiction avec Les Chemins du mystère. L'audience de ses ouvrages concerne surtout les Bourguignons qui vivent au pays ou exilés.
Elle anime régulièrement sur France Bleu Bourgogne une rubrique sur la littérature régionale.

### Romans
- 2001 : Rendez-vous avec un fantôme aux Éditions Raphaël.
- 2004 : Le secret du Miroir aux Éditions Ediplume[5].
- 2006 : Ce mystérieux été aux Éditions Dicolor.
- 2022 : Le Train mystérieux du Morvan, aux éditions l'Or et la Plume[6]

### Légendes
- 2007 : Légendes du Morvan aux Éditions de L'Escargot Savant[7]
- 2008 : Histoires Mystérieuses de châteaux en Bourgogne aux Éditions de L'Escargot Savant
- 2009 : Légendes du Vignoble aux Éditions de L'Escargot Savant
- 2010 : Les Mystères du Nivernais aux Éditions De Borée
- 2012 : Amours et passions d'antan en pays bourguignon aux Éditions de l'Escargot Savant
- 2014 : Les Nouveaux Mystères du Nivernais aux Éditions De Borée
- 2015 : Contes et légendes du Morvan aux Éditions de l'Escargot Savant
- 2016 : Les Mystères de Bourgogne aux Éditions De Borée (avec Jean-Pierre Fontaine et Alain Lequien)
- 2016 : Histoires extraordinaires et lieux mystérieux de Bourgogne aux éditions du Belvédère[8]
- 2018 : Légendes et mystères du Morvan (édition Temps Impossibles)[2]
- 2019 : Légendes du Morvan (édition Temps Impossibles, nouvelle édition revue et corrigée avec des nouveaux textes)
- 2020 : Légendes et récits du Morvan (éditions l'Or et la Plume, avec l'aimable autorisation des éditions Temps Impossibles)
- 2020 : Légendes de Puisaye-Forterre (édition Temps Impossibles)[9]
- 2021 : Traditions du Morvan (Histoire de la famille Jacquinot) (édition Temps Impossibles)
- 2022 : Légendes du Pays d'Othe et de la forêt d'Orient (édition Temps Impossibles)
- 2022 : Légendes de Noël en Bourgogne (éditions L'Or et la Plume)
- 2023 : Traditions de Puisaye-Forterre (édition Temps Impossibles)
- 2025 : Légendes de monstres en Morvan (édition Temps Impossibles)

### Livres illustrés
- 2017 : Le poron de l'étoile aux Éditions Temps Impossibles avec Stayly Dompierre (illustrations)
- 2018 : Le poron des lutins aux Éditions du Mont aîlé avec Anna Prachkévitch (illustrations)
- 2022 : Sauvons les fées aux Éditions Temps Impossibles avec Stayly Dompierre (illustrations)
- 2023 : Le Noël du Meneur de Loups aux Éditions l'Or et la Plume avec Stayly Dompierre (illustrations)

### Bandes dessinées
- 2011 : Les légendes du Morvan aux Éditions de L'Escargot Savant et aux Éditions du Signe
- 2016 : Légendes et mystères de Bourgogne aux Éditions du Belvédère avec Romain Gondy et Fred Grivaud (dessins)
- 2018 : Le songe de Charlemagne aux Éditions Vents du Morvan avec Isa Python (dessins)

### Nouvelles
- 2017 : Les Chemins du mystère aux Éditions Temps Impossibles